# Давыдкова (Ачитский муниципальный округ)
Давыдкова — деревня в Ачитском городском округе Свердловской области. Управляется Верх-Тисинским сельским советом.

## География
Деревня располагается на левом берегу реки Каршинка в 10 километрах на северо-восток от посёлка городского типа Ачит.

### Часовой пояс
Давыдкова, как и вся Свердловская область, находится в часовой зоне МСК+2. Смещение применяемого времени относительно UTC составляет +5:00.

## Население
| 2002 | 2010 | 2021 |
| ---- | ---- | ---- |
| 118  | ↘87  | ↘70  |

## Инфраструктура
Деревня разделена на 3 улицы: Заречная, Новая, Центральная.